# Каратал (Жетысуская область)
Каратал (каз. Қаратал) — село в Коксуском районе Жетысуской области Казахстана. Входит в состав Енбекшинского сельского округа. Код КАТО — 194839400.

## Население
В 1999 году население села составляло 443 человека (209 мужчин и 234 женщины). По данным переписи 2009 года, в селе проживало 437 человек (225 мужчин и 212 женщин).